# ミツバチ亜科
ミツバチ亜科(Apinae)は、ミツバチ科にふくまれる6亜科のうちの1つ。その中に含まれる族や属は、研究の進展に伴って大きく変更されてきた。現在では2020年に提唱された5族を含むとする見解が一般的である。すなわち、後肢の脛節に花粉と蜜を運ぶための花粉かごと呼ばれる構造を持つという共通の特徴をもつシタバチ族、マルハナバチ族、ミツバチ族、ハリナシバチ族と、それにこれら4族と共通の祖先をもつと考えられるCentridini族とがミツバチ亜科を構成するとされる。
そしてかつてのコシブトハナバチ科から後にミツバチ亜科の族とされていたコシブトハナバチ族やヒゲナガハナバチ族などは、ミツバチ科内のそれぞれ別亜科とされた。また労働寄生する習性を持つ Ericrocidini族、Isepeolini族、ヤドリコシブトハナバチ族、Osirini族、Protepeolini族、Rhathymini族等は全てキマダラハナバチ亜科に含められた。

## 族の概要
Centridini族
主に中南米の熱帯に、一部は北アメリカ南部にも分布し、2属約250種が知られている。姿形はクマバチに似る。成虫は単独生活する。メスは日当たりの良い河岸のような地面に坑を掘って幼虫のための巣を作る。メスの後肢に花粉カゴはない代わりに毛が密生し、そこに花粉と精油を着けて運ぶ。多くの種のオスも植物の精油を集めるので、英語でoil beesまたはoil digger beesと呼ばれることもある。
 シタバチ族
中南米の熱帯に分布し、5属約250種が知られている。自身の体長ほどもある長い舌を持つ。体長1.5cmほどの中型の種からマルハナバチのような姿形の大型の種もいる。中型の種の体色はきらびやかな金属光沢を持った緑や赤、青色などをしている。オスは特定のランの花などから芳香族化合物を集めて性フェロモンとする。基本的に単独生活し、5属のうち3属はメスは樹洞のような場所に樹脂などで巣を作るが、残りの2属は他のシタバチに労働寄生する。
 マルハナバチ族
世界の温帯から亜寒帯を中心に一部は熱帯の山地にかけて分布し、1属約280種が知られる。日本には15種が北海道や本州の山地を中心に自然分布する。人為的に移入されたセイヨウオオマルハナバチが逸出、定着して問題となっている。女王バチと働きバチからなるコロニーを作り真社会生活するが、1割ほどの種は他の種に労働寄生する。
 ハリナシバチ族
世界の熱帯亜熱帯に600種以上が分布し、特にアメリカ大陸には約450種が分布する。ミツバチに匹敵する高度な真社会性生活を営む。体長3mmから1cmほどの小型の種が多く、名前の通り針が退化して、刺すことができない。数千年前からミツバチのように蜂蜜等の採取のため飼養されている種もあり、日本にもポット・ハニーなどの名前で輸入されている。その一方では蜜や花粉を集めることを止めてしまった種もいる。
ミツバチ族
ユーラシア、アフリカ大陸に1属9種が自然分布。そのうち7種は熱帯アジアに限られ、セイヨウミツバチとトウヨウミツバチの2種のみが、それぞれヨーロッパからアフリカ、及び日本を含むアジアの、熱帯から温帯に生息する。しかし現在ではセイヨウミツバチが世界各地で蜂蜜生産のため飼育され、一部地域では逸出し野生化している。特にもともとミツバチがいなかったアメリカ大陸では、セイヨウミツバチの亜種間雑種であるアフリカ化ミツバチ（別名 killer bees）が広まって問題となっている。